# Kamel Daoud (scientifique)
Pour les articles homonymes, voir Kamel Daoud.
Kamel Daoud, né le 6 avril 1964 à Relizane en Algérie, est un chimiste algérien spécialisé dans la recherche sur les procédés pharmaceutiques et membre de l'Académie nationale de pharmacie (France).

## Biographie

### Formation
Kamel Daoud obtient son baccalauréat et intègre l'université des sciences et de la technologie Houari-Boumédiène, à Bab Ezzouar. Il y finit son cursus en 1989, un diplôme d’ingénieur en génie chimique en poche. 
En 1990, il poursuit ses études en France où il passe un diplôme d’études approfondies en génie des procédés à l'université de technologie de Compiègne. Trois ans plus tard, en 1993, il retourne à l’université des sciences et de la technologie Houari-Boumédiène où après y avoir obtenu un doctorat en technologie des poudres au centre de recherche, il y devient professeur-chercheur.

### Carrière de chercheur
Kamel Daoud va occuper son poste de professeur-chercheur de l'USTHB pendant près de 14 ans (jusqu'en 2008). En parallèle il intègre l'équipe du centre de recherche et de développement du groupe Saidal. Puis il rentrera dans le privé dans l'entreprise Biopharm.
En 2017, il est élu à l'Académie française de pharmacie dans la section Sciences pharmaceutiques et juridiques appliquées à l'industrie consacrant ainsi ses recherches en matière de génie pharmaceutique et son rôle dans la création d'un partenariat entre le monde de la recherche universitaire et le monde de l'entreprise.